# خيار البحر (طعام)

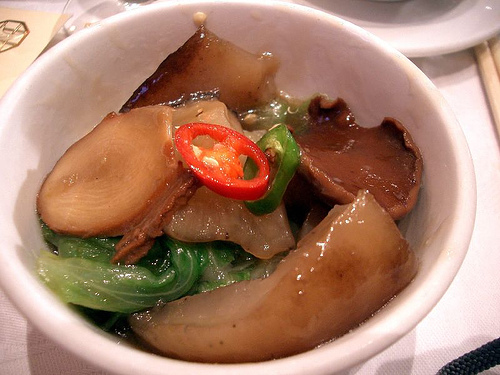

خيار البحر هو كائن بحري من صنف خيار البحر، يستخدم مجففا أو طازجا في العديد من مطابخ العالم. بعض الثقافات تعتبره مصدرا طبيا. معظم الثقافات في شرق وجنوب شرق آسيا تعتبر خيار البحر كطعام شهي ولذيذ.